# Mignon (Oper)
Mignon ist eine Oper in drei Akten des französischen Komponisten Ambroise Thomas. Das Libretto verfassten Jules Barbier und sein ständiger Mitarbeiter Michel Carré. Als Vorlage diente ihnen ein kleiner Teil aus dem zweiten Buch des Romans Wilhelm Meisters Lehrjahre von Johann Wolfgang von Goethe. Uraufführung war am 17. November 1866 an der Pariser Opéra-Comique.

## Handlung
Die ersten beiden Akte spielen in Deutschland und der dritte in Italien um 1790.

### Erster Akt
Eine Gruppe Zigeuner und eine Theatertruppe haben sich im Hof eines Gasthauses in einer deutschen Kleinstadt eingefunden. Jarno, der Anführer der Zigeuner, will das reizende Mädchen Mignon zwingen, vor den Gästen zu tanzen, doch sie sträubt sich dagegen. Als Jarno dann auch noch seinen Willen mit Hilfe von Stockschlägen durchsetzen will, mischt sich der alte fahrende Sänger Lothario ein, der auf alle einen ziemlich verwirrten Eindruck macht. Er ist schon lange auf der Suche nach seiner Tochter Sperata, die ihm schon im Kindesalter geraubt worden ist. Auch Wilhelm Meister, einen jungen Mann aus Wien, der sich auf der Durchreise befindet, lässt das Geschehen nicht unberührt. Er wird das Gefühl nicht los, dass sich das Mädchen nicht freiwillig bei den Zigeunern befindet. Deshalb steckt er Jarno eine größere Summe Geld zu, damit dieser Mignon die Freiheit gibt. Auf Wilhelm Meisters Frage, wo ihre Heimat sei, antwortet Mignon metaphorisch, sie komme aus dem Lande, wo die Zitronen blühen, was auf Italien hindeutet. Aus Dankbarkeit will das Mädchen – verkleidet als Page – mit Wilhelm Meister weiterziehen. Dieser nimmt den Vorschlag gerne an. Die Theatertruppe bittet die beiden, mit aufs naheliegende Schloss zu gehen, wo ein Engagement auf sie warte. Wilhelm Meister und Mignon lassen sich dazu kein zweites Mal bitten. Auch der fahrende Sänger Lothario schließt sich ihnen an.

### Zweiter Akt
Mignon himmelt insgeheim Wilhelm Meister an und glaubt, dass auch er in sie verliebt sei. Doch als sie bemerkt, dass er für die flatterhafte Schauspielerin Philine schwärmt, bricht ihr fast das Herz. Aus Verzweiflung will sie sich das Leben nehmen, aber der Sänger Lothario kann dies in letzter Sekunde verhindern. Nachdem ihm Mignon ihr Leid geklagt hat, packt den Alten die Wut. Er ist wieder so verwirrt, dass er das Schloss in Brand steckt.
Auch Philine ist eifersüchtig – auf Mignon! Sie fordert das junge Mädchen auf, ihr im Schloss den Strauß zu holen, den sie von Wilhelm Meister erhalten hat. Als Mignon das Schloss betreten hat, beginnen die Flammen wild um sich zu schlagen. Wilhelm Meister stürzt sich wagemutig in das Feuer und rettet Mignon. Jetzt erkennt er seine wahren Gefühle für das Mädchen.

### Dritter Akt
Lothario und Wilhelm Meister sind mit Mignon nach Italien gereist, wo sie in einer prachtvollen Villa Unterkunft gefunden haben. Hier wollen sie das Mädchen, das sich durch das Feuer schwer verletzt hat, gesund pflegen. Wilhelm Meister erfährt von dem alten Diener Antonio, der Palast stehe seit vielen Jahren herrenlos da und solle verkauft werden. Als Wilhelm Meister diese Kunde Lothario erzählt und den Namen des früheren Eigentümers, Graf Cypriani, genannt hat, fällt es dem fahrenden Sänger wie Schuppen von den Augen: Er selbst ist der Besitzer! Plötzlich werden seine Sinne wieder ganz klar.
Als sich Wilhelm und Mignon gegenseitig ihre Liebe gestehen, hören sie in der Ferne Philines Titanialied. Erneut bemächtigt Mignon die Eifersucht und sie verstummt. Lothario bzw. Graf Cypriani übergibt dem Mädchen ein Kästchen mit Schmuck und einem Gebetbuch, damit sich die Kleine wieder wohler fühle. Wie sie dann den Inhalt des Kästchens näher betrachtet, kehrt auch bei ihr die Erinnerung zurück: Dies ist das Haus, in dem sie ihre Kindheit verbracht hat, und Graf Cypriani ist ihr Vater! Glücklich schließen sich beide in die Arme. Doch der Freude ist noch nicht genug: Wilhelm und Mignon gestehen sich erneut ihre Liebe.
In einigen Fassungen fehlt das Happy End: Mignon erleidet einen Herzinfarkt und stirbt in Wilhelm Meisters Armen.

## Musik

### Instrumentierung
Die Orchesterbesetzung der Oper umfasst die folgenden Instrumente:
- Holzbläser: zwei Flöten (2. auch Piccolo), zwei Oboen, zwei Klarinetten, zwei Fagotte
- Blechbläser: vier Hörner, zwei Cornets à pistons, drei Posaunen
- Pauken, Schlagzeug: Triangel, Tambour de basque, Becken, große Trommel
- Harfe
- Streicher: Violinen, Bratschen, Violoncelli, Kontrabässe
- Bühnenmusik hinter der Szene: Harfe

### Arien
Zwei musikalische Nummern beherrschen die Oper als absolute Höhepunkte und klingen bereits in der Ouvertüre an: Mignons schwermütige Romanze „Connais-tu le pays“ im ersten Akt, deutscher Text nach Goethe:
Kennst du das Land, wo die Zitronen blühn?

Im dunklen Laub die Goldorangen glühn,

Ein sanfter Wind vom blauen Himmel weht,

Die Myrte still und hoch der Lorbeer steht?

Kennst du es wohl? Dahin, dahin

Möchte ich mit dir, o mein Geliebter, ziehn.
und Philines Polonaisenarie „Je suis Titania“ im zweiten Akt, in der die Sängerin mit ihren Koloraturen glänzen kann, deutsch:
Titania ist herabgestiegen,

Die Fee der Luft vom blauen Wolkensitz,

Will die Welt lachend man durchfliegen,

Noch schneller als der Vogel,

Schneller als der Blitz.
Beide Arien klingen im dritten Akt nochmals an.

## Werkgeschichte

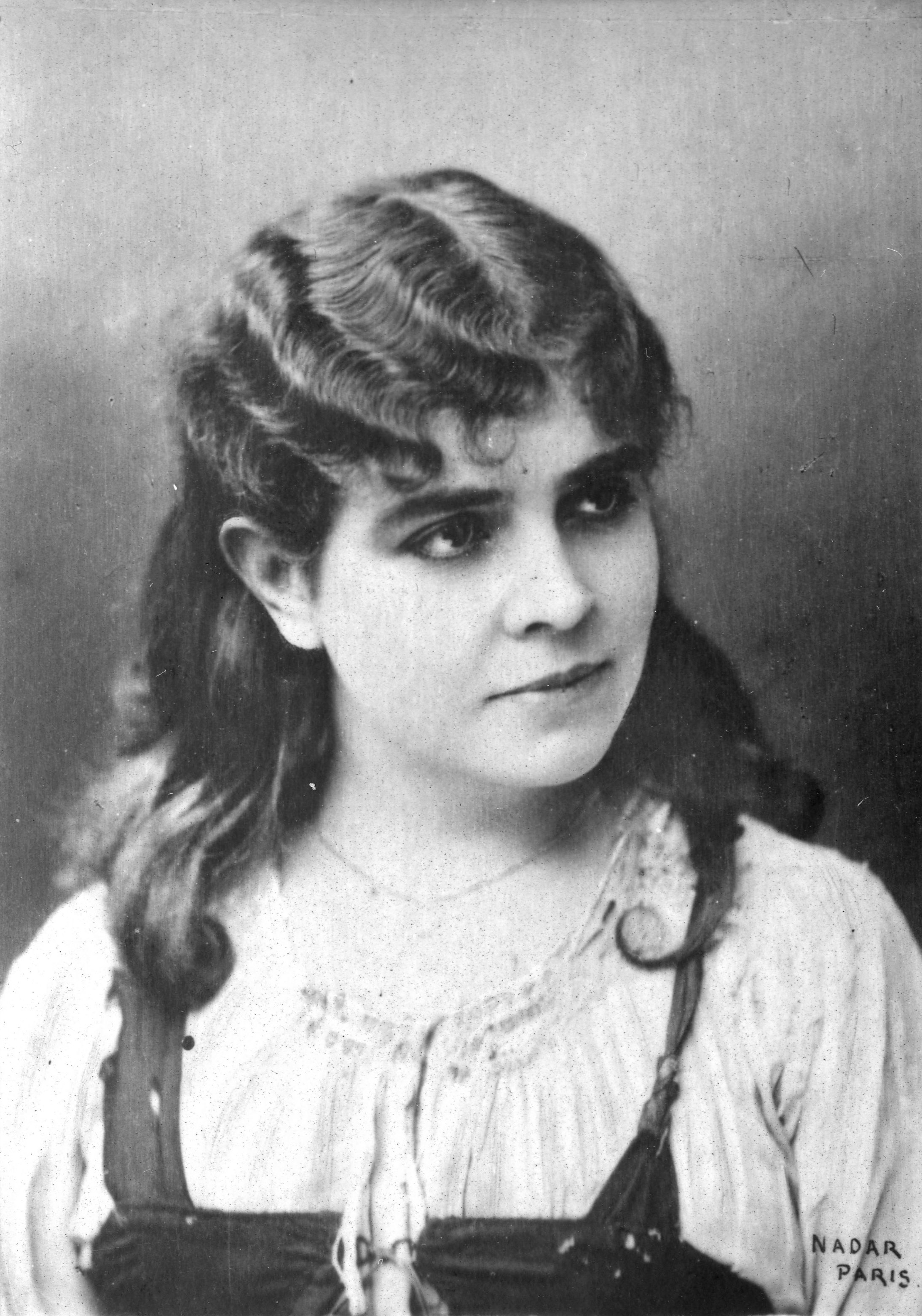
Célestine Galli-Marié

Von Mignon gibt es mehrere Fassungen. Die ersten beiden enthielten, wie für die Gattung der Opéra-comique üblich, gesprochene Dialoge.
Bei der Uraufführung der Erstfassung am 17. November 1866 an der Pariser Opéra-Comique sangen Célestine Galli-Marié (Mignon), Marie Cabel (Philine), Léon Achard (Wilhelm Meister), Bernard Voisy (Frédéric), Joseph-Antoine-Charles Couderc (Laerte), Eugène Bataille (Lothario), François Bernard (Jarno) und M. Davoust (Antonio). Der Dirigent war Théophile Tilmant.
In der Urfassung endete die Oper mit dem Tod Mignons. Dies änderte Thomas schon nach wenigen Aufführungen. Diese Zweitfassung mit glücklichem Ende wurde erstmals Ende November 1866 am selben Ort gespielt.
Für die am 4. September 1869 im Theater Baden-Baden gespielte dritte Fassung überarbeitete Thomas den Schluss ein weiteres Mal, um ihn der Romanvorlage anzunähern. Außerdem ersetzte er die Dialoge durch Rezitative. Für Partie des Frédérick komponierte er eine neue Musiknummer (Rondeau-Gavotte) im dritten Akt. Die zweite Szene des dritten Akts fiel fort.
Die vierte Fassung hatte am 5. Juli 1870 im Theatre Royal Drury Lane in London Premiere. Sie besitzt wieder ein glückliches Ende. Frédérick ist hier eine Hosenrolle (Mezzosopran). Es sangen Christine Nilsson (Mignon), Elisa Volpini (Philine), Alessandro Bettini (Wilhelm Meister), Zelia Trebelli-Bettini (Frédéric), Edouard Gassier (Laërte), Jean-Baptiste Faure (Lothario), Signor Raguer (Jarno) und Giovanni Volpini (?) (Antonio). Die musikalische Leitung hatte Luigi Arditi.

## Rezeption

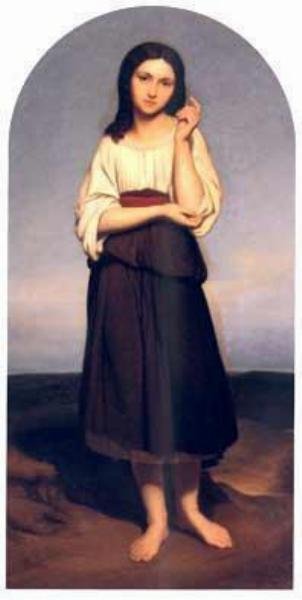
Ary Scheffers Mignon-Bild beeinflusste ihre Darstellung in Thomas‘ Oper.

Das als Opéra-comique, d. h. als Konversationsoper mit gesprochenem Dialog konzipierte Werk war sehr erfolgreich und prägte zur Zeit der Jahrhundertwende (um 1900) öffentlichkeitswirksam das Bild von Mignon. Zur Popularisierung trugen neben den überaus zahlreichen Bildpostkarten auch Sammelbilder und Rollenfotos (etwa Reta Walter als Mignon) sowie die Mignon-Pralinen der Schokoladenfabrik David & Söhne AG bei. Die Pralinen gibt es heute dort wieder im Angebot. Während das deutsche Publikum höchst reserviert auf die Oper reagierte und das Finale umgeschrieben werden musste, erfreute sich das Werk am k.k. Hofoperntheater in Wien höchster Beliebtheit. Kammersänger Gustav Walter, der den Wilhelm Meister als seine Lieblingsrolle bezeichnete, sang diese 105-mal und wählte sie als Abschiedsvorstellung nach dreißig Jahren Tätigkeit an der Wiener Hofoper.

Liebigbilder von 1908
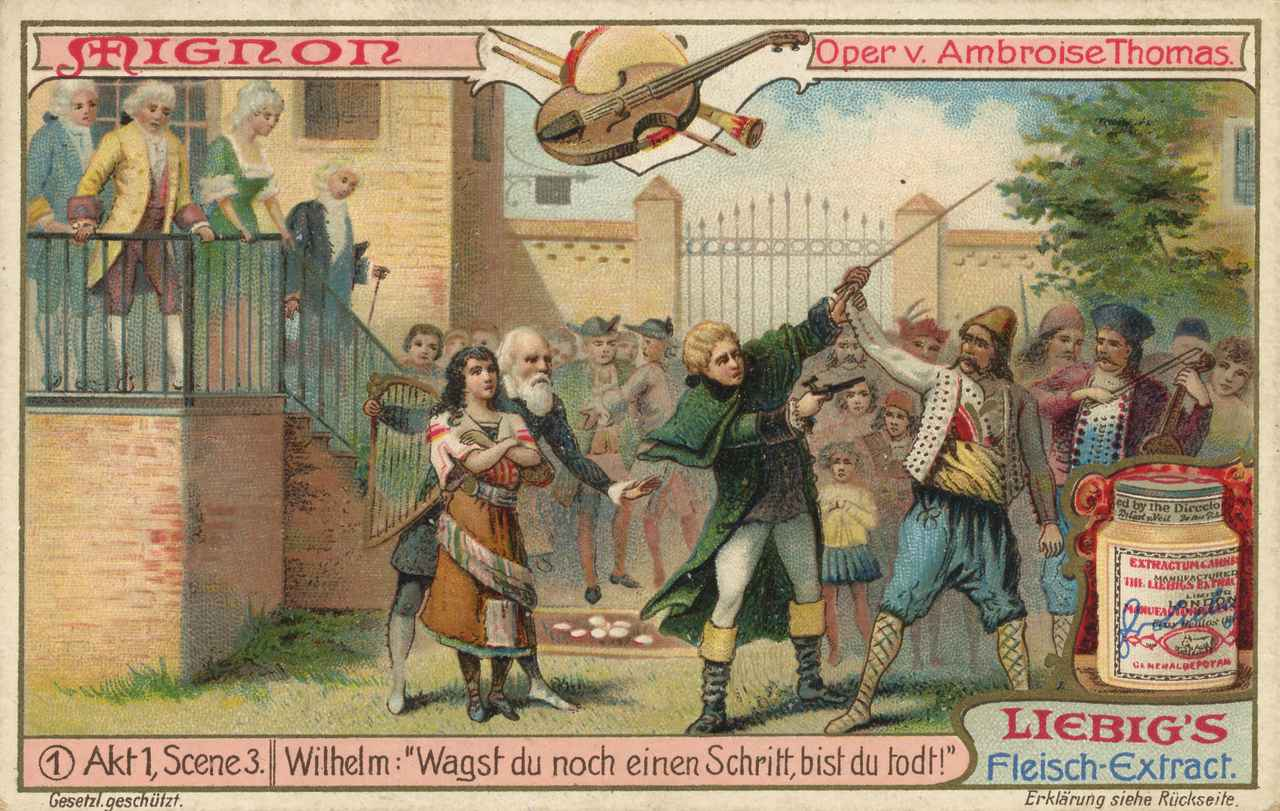
Erster Akt, Szene 3. Wilhelm: „Wagst du noch einen Schritt, bist du todt!“
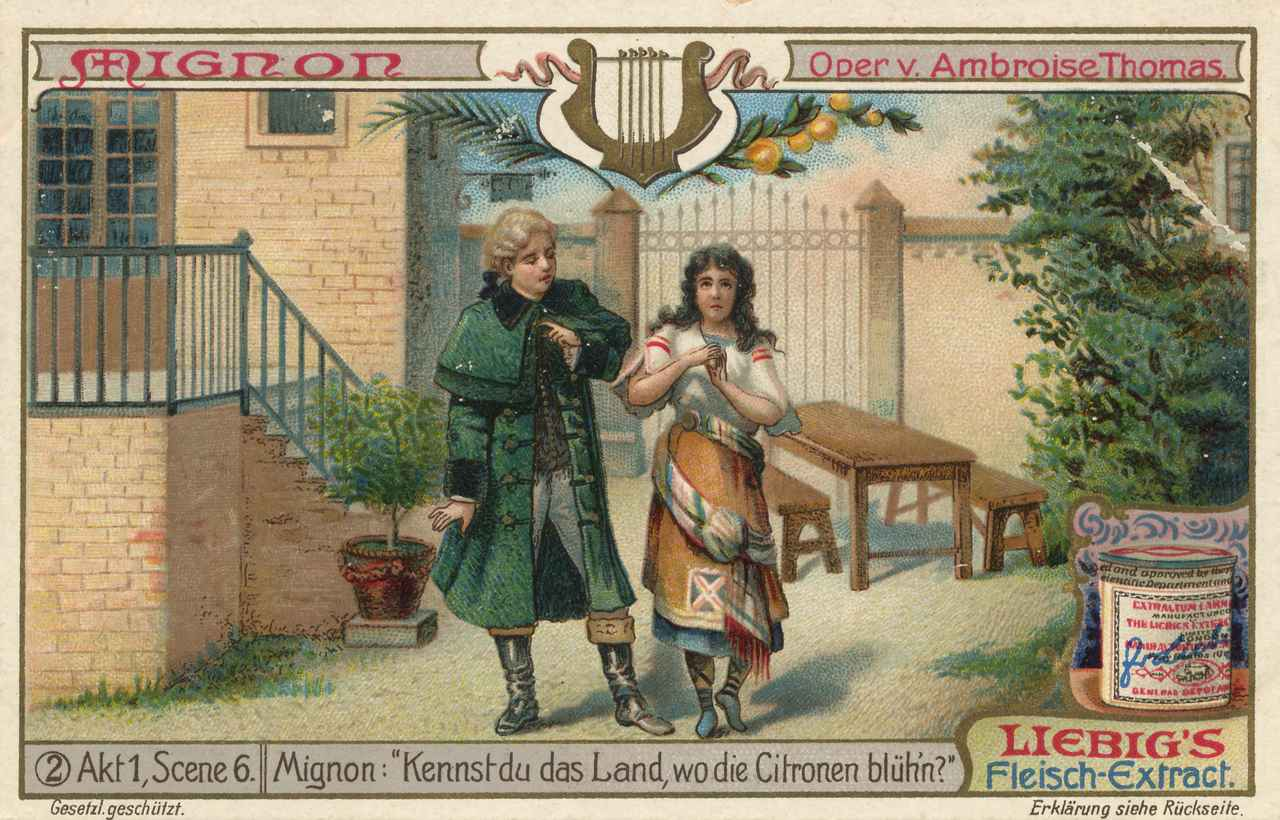
Erster Akt, Szene 6. Mignon: „Kennst du das Land, wo die Citronen blüh’n?“
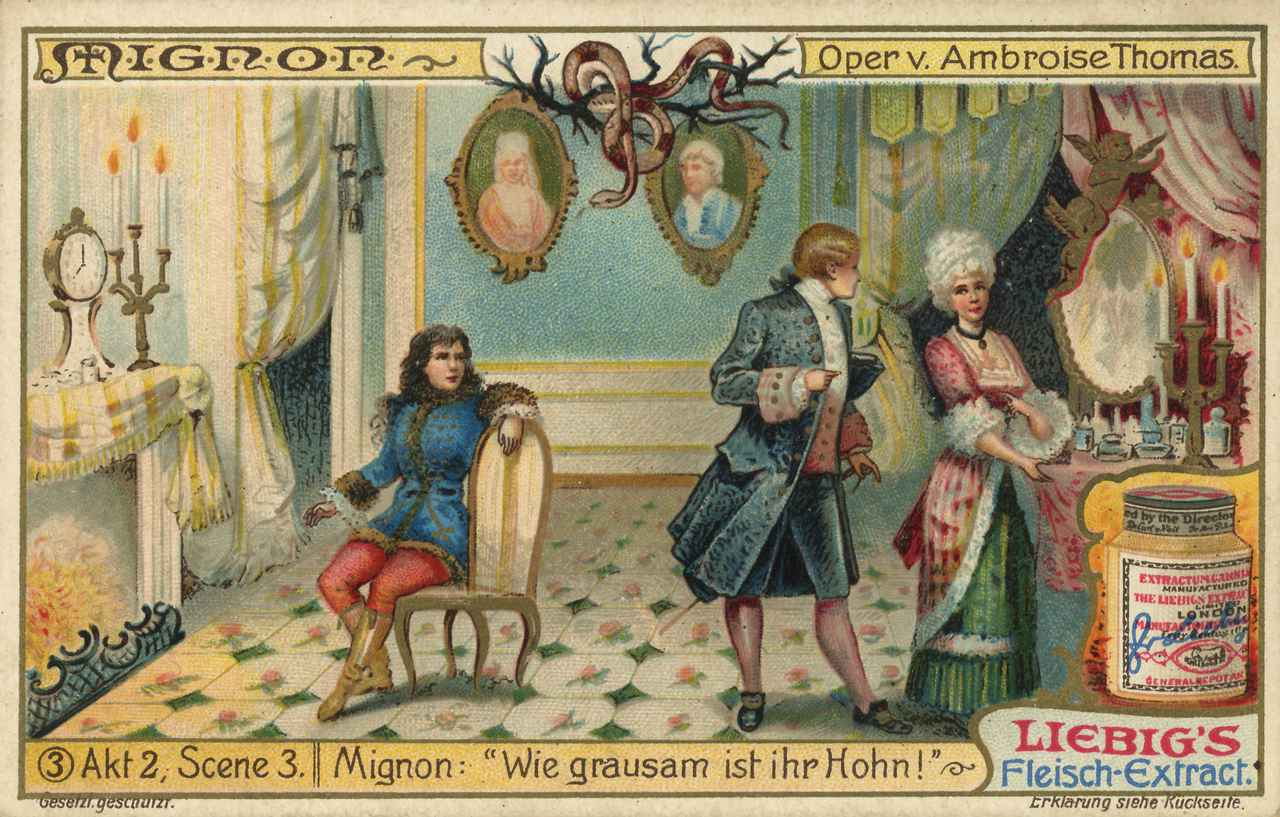
Zweiter Akt, Szene 3. Mignon: „Wie grausam ist ihr Hohn!“
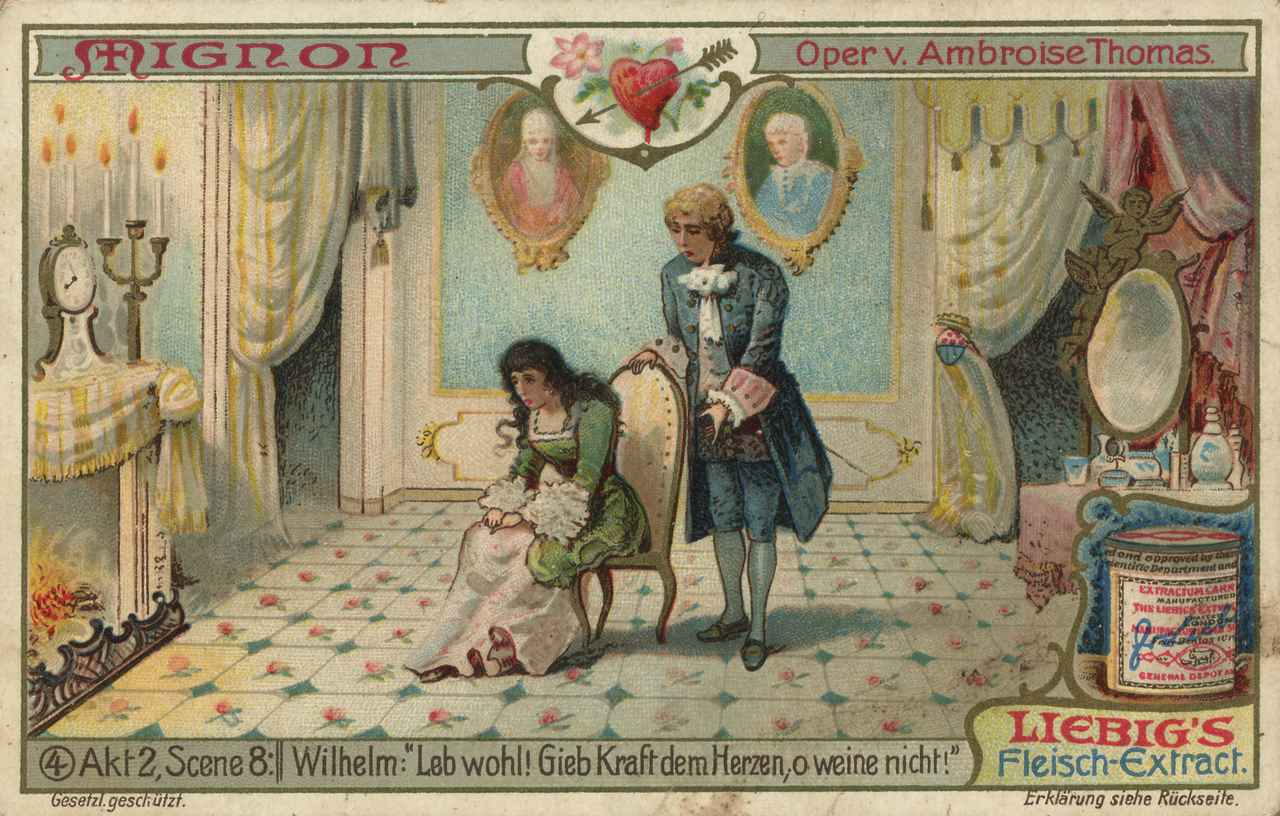
Zweiter Akt, Szene 8. Wilhelm: „Leb wohl! Gieb Kraft dem Herzen, o weine nicht!“
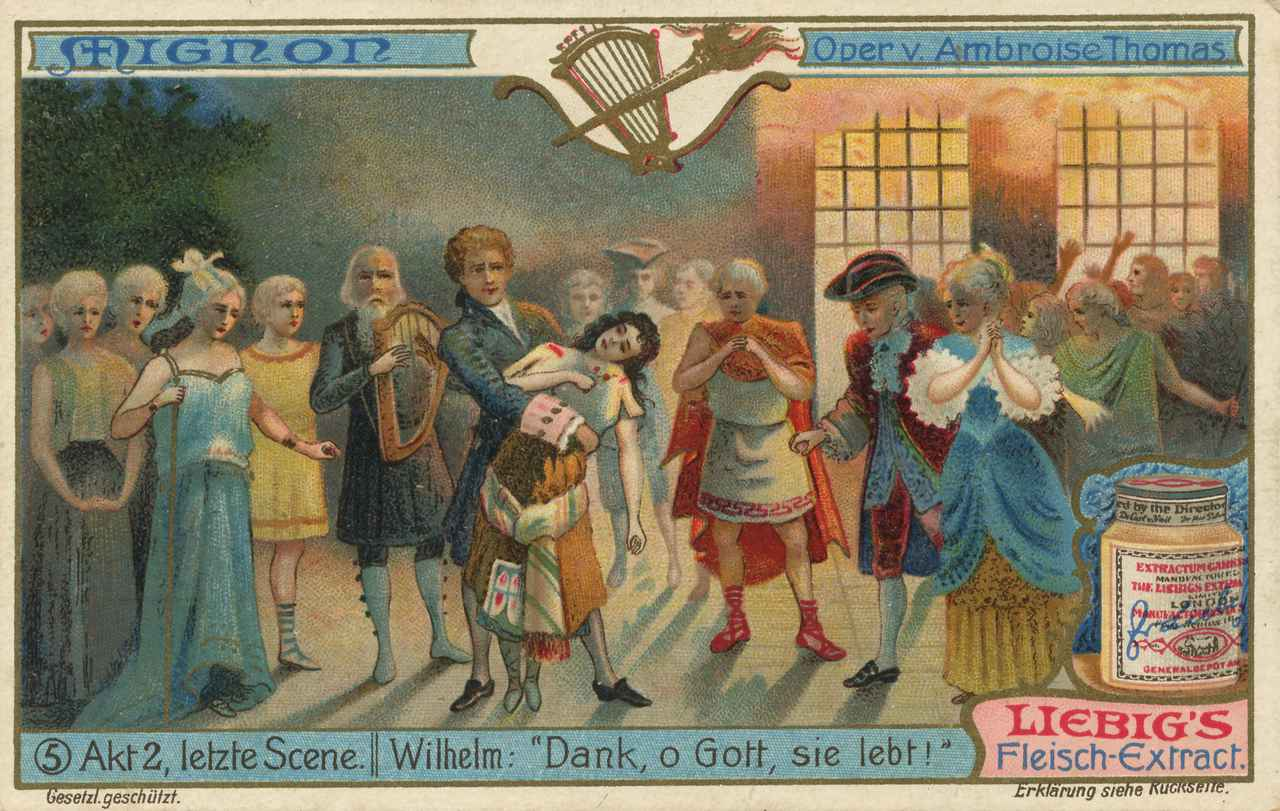
Zweiter Akt, letzte Szene. Wilhelm: „Dank, o Gott, sie lebt!“
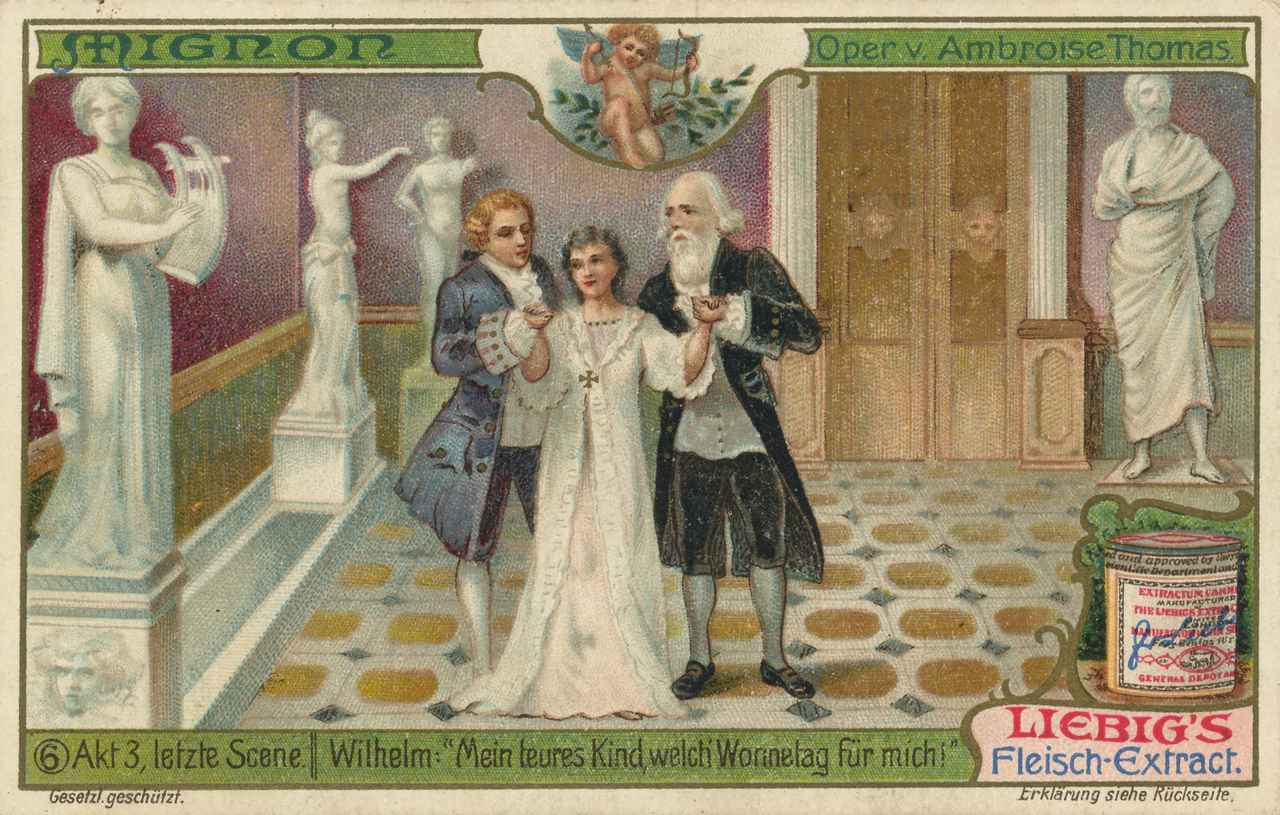
Dritter Akt, letzte Szene. Wilhelm: „Mein teures Kind, welch’ Wonnetag für mich“

Der amerikanische Stummfilm Mignon (1915) von  William Nigh mit Beatriz Michelena als Mignon benutzte Thomas’ Oper als Vorlage.

## Tonträger
- CD der Deutschen Grammophon Gesellschaft (1996)  – Highlights in deutscher Sprache mit Irmgard Seefried, Catherine Gayer, Ernst Haefliger und Kieth Engen in den Hauptrollen. Es spielt das Orchestre des Concerts Lamoureux unter der Leitung von Jean Fournet.
- Doppel-CD von Preiser (2003) – Gesamtaufnahme in französischer Sprache mit Geneviève Moizan, Janine Micheau, Libero de Luca und René Bianco in den Hauptrollen. Es spielt das Orchestre National de Belgique unter der Leitung von George Sebastian.
- Sony 1977 – Gesamtaufnahme in französischer Sprache mit Marilyn Horne (Mignon), Ruth Welting (Philine), Frederica von Stade (Frédéric), Alain Vanzo (Wilhelm Meister), Nicola Zaccaria (Lothario), Ambrosian Opera Chorus, Philharmonia Orchestra unter Antonio de Almeida (CD 2009)